# Sonorella metcalfi
Sonorella metcalfi är en snäckart som beskrevs av W. B. Miller 1976. Sonorella metcalfi ingår i släktet Sonorella och familjen Helminthoglyptidae. IUCN kategoriserar arten globalt som nära hotad. Inga underarter finns listade i Catalogue of Life.